# Atherigona crassibifurca
Atherigona crassibifurca este o specie de muște din genul Atherigona, familia Muscidae, descrisă de Fan și Liu în anul 1982. Conform Catalogue of Life specia Atherigona crassibifurca nu are subspecii cunoscute.